# Luigi Lanzi

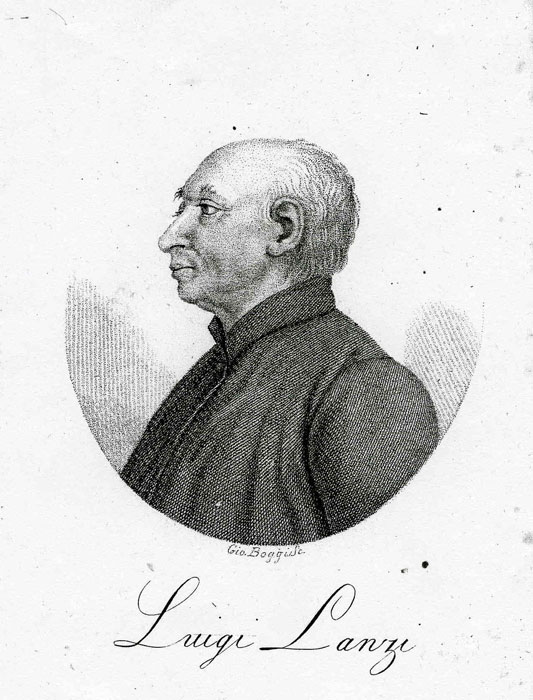
Luigi Lanzi.

Luigi Antonio Lanzi, född den 14 juni 1732 i Treia, död den 31 mars 1810 i Florens, var en italiensk fornforskare och konsthistoriker. 
Lanzi inträdde i jesuitorden och började i Rom sina klassiska studier, vilka han fortsatte i Florens, där han 1806 blev president 
för Accademia della Crusca. Lanzis undersökningsmetod gav livlig impuls åt studierna av Italiens forna konst. Hans främsta verk är Saggio di lingua etrusca et cetera (1789; 2:a upplagan 1824–25), Storia pittorica d'Italia (5:e upplagan 1834), Dei vasi antichi dipinti, volgarmente chiamati etruschi (1806) och Notizie preliminari circa la scultura degli antichi (2:a upplagan 1824, utgiven av 
Inghirami jämte en skildring av författarens liv). 